# Butilacetat
Butilacetat (tudi butiletanoat) je organska zmes, ki se uporablja kot topilo pri proizvodnji lakov in drugih produktov. Prav tako se uporablja kot umetna sadna aroma v hrani kot so bonboni, sladoled, siri in različne slaščice. Najdemo ga v mnogih vrstah sadja, kjer skupaj z drugimi kemičnimi snovmi prispeva k izgradnji okusa.

## Lastnosti
Butilacetat je lahkovnetljiva snov, zato jih je treba hraniti stran od virov vžiga in statičnega naelektrenja. Draži oči in dihala, zato se je treba kontaktu z očmi izogibati. Dolgotrajna izpostavljenost povzroča glavobol, omotico, slabost in bruhanje.
Gorenje butilacetata lahko povzroči nastanek ogljikovega monoksida. Izogibati se je treba vdihavanju le tega.
Snov, ki je brezbarvna, lahko vnetljiva tekočina s sladkim vonjem banane, doseže vrelišče pri 126 0C, tališče pri -78 0C, 
plamenišče pri 22 0C in vnetišče pri 420 0C.
Butilacetat je hlapen pri normalnem tlaku. Potrebno ga je zadrževati stran od odprtega ognja, drugih virov vžiga, ga ne segrevati in ga zaščititi pred soncem in toploto. Preprečiti je treba stik z oksidirajočimi substancami, močnih kislin, baz in alkalijskih hidroksidov. Pri razkroju se lahko pojaviji nevarni produkti kot so peroksidi.

## Toksikoliški podatki
Draži oči in respiratorne organe. Dolgotrajna izpostavljenost povzroča glavobol, omotoco, slabost in bruhanje. V redkih primerih lahko povzroča neurotoksičnost. Draži oči in izsušuje kožo, kar lahko privede do dermatitisa. Dolgotrajna izpostavljenost povzroča okvaro jeter.
- akutna toksičnost - oralna: LD 50 (podgana): 13100 mg/kg
- akutna toksičnost - dermalna: LD 50 (rbt)> 5 g/kg
- akutna toksičnost - inhalatorno: LD 50 (podgana): 2000 ppm/4h

## Ekotoksikološki podatki/učinki na okolje:
Ekotoksičnost
Vodni organizmi LD 50>1000 mg/l, LC 50 (riba-Leuciscus idus, 96 ur):>141 mg/l.
Odstranjevanje
Je biorazgradljiv. Na zraku poteče hitra fotokemična oksidacija.